# Rochelia
Rochelia es un género de plantas con flores perteneciente a la familia Boraginaceae. Comprende 55 especies descritas y de estas solo 6 aceptadas.

## Taxonomía
El género fue descrito por (Rchb.) Roem. & Schult. y publicado en Systema Vegetabilium 4: xi, 108. 1819

## Especies aceptadas
A continuación se brinda un listado de las especies del género Rochelia aceptadas hasta septiembre de 2013, ordenadas alfabéticamente. Para cada una se indica el nombre binomial seguido del autor, abreviado según las convenciones y usos.
- Rochelia bungei Trautv.
- Rochelia cardiosepala Bunge
- Rochelia disperma (L. f.) C. Koch
- Rochelia leiocarpa Ledeb.
- Rochelia peduncularis Boiss.
- Rochelia rectipes Stocks